# Rougarou (achtbaan)
Rougarou   is een staande achtbaan in het Amerikaanse attractiepark Cedar Point. Rougarou is gebouwd door de Zwitserse achtbaanfabrikant Bolliger & Mabillard, kostte ruim 12 miljoen dollar en is geopend op 5 november 1996. Van 1996 t/m 2014 heette de achtbaan Mantis.